# 赵兴龙
赵兴龙（1956年—），中华人民共和国企业家，曾两度问鼎云南首富。

## 生平
1956年，赵兴龙生于江苏邳州的农民家庭，18岁参军入伍，在云南服役期间接触赌石，退伍后正式进入翡翠行业。随后十多年内，赵兴龙走遍缅北翡翠矿区和交易卖场，从翡翠原石估价和买卖交易起家积累财富，得到外号“赌石大王”。
2003年5月，赵兴龙成立云南兴龙实业有限公司，主营工艺品、饰品的销售，2005年起注资湖北上市公司多佳股份、成为其第一大股东，2006年8月，多佳股份更名东方金钰，成功借壳上市。2007年，赵兴龙以27亿元身家登上胡润百富榜，问鼎云南首富。2013年，赵兴龙以35亿元身家二度成为云南首富，排名中国富豪榜第573位。2016年1月，赵兴龙计划收购太原狮头水泥，因未向证监会和上交所作出书面报告、在限制转让期限内买卖股票，被证监会山西监管局处以2,200万元罚款。
2016年4月，因个人原因辞去东方金钰董事长职位，由其子赵宁接任，赵宁于同年以70亿元身家登顶云南首富。东方金钰在2019年后陷入债务危机，2021年遭强制退市。